# Regis Henri Post

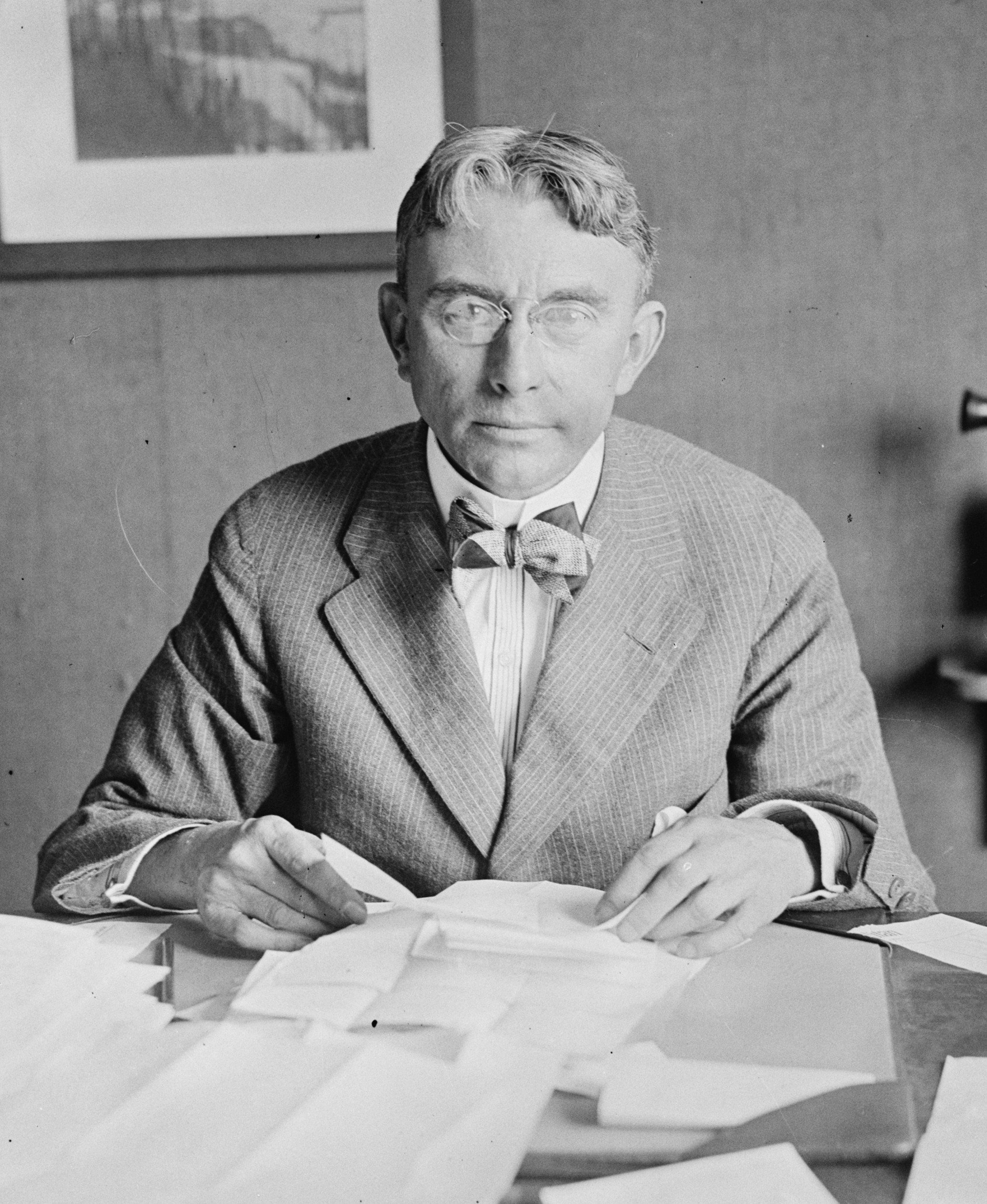
Regis Henri Post

Regis Henri Post (* 28. Januar 1870 in New York City; † 5. Oktober 1944 in Nantucket, Massachusetts) war ein US-amerikanischer Politiker und von 1907 bis 1909 Gouverneur von Puerto Rico.

## Werdegang
Über die Jugend und Schulausbildung von Regis Post ist nichts überliefert. Er schlug eine politische Laufbahn ein und war in den Jahren 1899 und 1900 Abgeordneter in der New York State Assembly. 1903 wurde er Revisor in Puerto Rico; ein Jahr später wurde er dort als Secretary of State geschäftsführender Beamter der territorialen Verwaltung.
Im Jahr 1907 wurde er von Präsident Theodore Roosevelt als Nachfolger von Beekman Winthrop zum neuen Gouverneur Puerto Ricos ernannt. Dieses Amt bekleidete er zwischen dem 18. April 1907 und dem 6. November 1909. In dieser Zeit kam es zu Spannungen zwischen ihm und dem dortigen Parlament. Das führte dazu, dass im Jahr 1909 kein Haushalt verabschiedet werden konnte und Präsident William Howard Taft eingreifen musste. Dieser versuchte die Lage durch das sogenannte Olmsted Amendment zu beruhigen.
In den Jahren 1913 und 1914 war er mit dem Ambulance Corps in Frankreich tätig. Ebenfalls noch 1914 kandidierte Post als Mitglied der Progressive Party erfolglos im ersten Wahlbezirk von New York für das US-Repräsentantenhaus, dem einst sein Vorfahr Jotham Post (1771–1817) angehört hatte. 1917 wurde er Mitglied im Amerikanischen Roten Kreuz. Er starb am 5. Oktober 1944 in Nantucket.